# Tướng lĩnh cấp cao xuất thân từ Quân đoàn 1
Quân đoàn 1 hay Binh đoàn Quyết thắng là quân đoàn chủ lực, cơ động của cơ động của Quân đội nhân dân Việt Nam. Chính vị vậy, nơi đây là điểm xuất phát hay rèn luyện của nhiều tướng lĩnh cao cấp trong Quân đội nhân dân Việt Nam.

## Đại tướng, Ủy viên Bộ Chính trị
1. Đại tướng Phan Văn Giang - Ủy viên Bộ Chính trị, Bộ trưởng Bộ Quốc phòng[1]. Tư lệnh (2010-2011)
2. Đại tướng Phùng Quang Thanh - Nguyên Ủy viên Bộ Chính trị, nguyên Bộ trưởng Bộ Quốc phòng. Tham mưu trưởng (2/1991-8/1991)
3. Đại tướng Lê Trọng Tấn - Nguyên Ủy viên Trung ương Đảng, nguyên Tổng tham mưu trưởng, nguyên Thứ trưởng Bộ Quốc phòng. Tư lệnh (1973-1974)

## Thượng tướng, Ủy viên Trung ương Đảng
1. Thượng tướng Nguyễn Tân Cương - Ủy viên Trung ương Đảng, Ủy viên thường vụ Quân ủy Trung ương, Tổng tham mưu trưởng QĐNDVN, Thứ trưởng Bộ Quốc phòng (2021-nay), Phó Tổng tham mưu trưởng (2018-2020). Tư lệnh (2011-2013)
2. Thượng tướng Trần Việt Khoa - Ủy viên Trung ương Đảng, Giám đốc Học viện Quốc phòng. Tư lệnh (2013-2015)
3. Thượng tướng Nguyễn Khắc Nghiên - Nguyên Ủy viên Trung ương Đảng, nguyên Tổng tham mưu trưởng, nguyên Thứ trưởng Bộ Quốc phòng. Tư lệnh (1997-1998)
4. Thượng tướng Nguyễn Huy Hiệu - Nguyên Ủy viên Trung ương Đảng, nguyên Thứ trưởng Bộ Quốc phòng. Tư lệnh (1988-1995)
5. Thượng tướng Lê Quang Hòa - Nguyên Ủy viên Trung ương Đảng, nguyên Thứ trưởng Bộ Quốc phòng. Chính ủy (1973-1974)
6. Thượng tướng Mai Quang Phấn - Nguyên Phó Chủ nhiệm Tổng cục Chính trị. Chính ủy (2004-2005)
7. Thượng tướng Lương Đình Hồng - Chính ủy Học viện Quốc phòng. Chính ủy (2014-2015)

## Trung tướng
1. Trung tướng Nguyễn Văn Bổng - Chính ủy Quân chủng Hải quân. Chính ủy (2015-2016)
2. Trung tướng Trần Duy Giang - Chủ nhiệm Tổng cục Hậu cần. Tư lệnh (2015-2018)
3. Trung tướng Đỗ Viết Toản - Hiệu trưởng Trường Sĩ quan Lục quân 1. Sư đoàn trưởng Sư đoàn 312 (2012-2013)
4. Trung tướng Nguyễn Văn Hùng - Phó Chủ nhiệm TT UBKT Quân ủy Trung ương. Chính ủy (2018-2019)
5. Trung tướng Đỗ Văn Thiện - Chính ủy Tổng cục Hậu cần. Chính ủy (2016-2018)
6. Trung tướng Doãn Thái Đức - Cục trưởng Cục Cứu hộ, cứu nạn. Tư lệnh (2018-2020)
7. Trung tướng Nguyên Quốc Khánh - Nguyên Phó Tổng tham mưu trưởng. Tư lệnh (2004-2005)
8. Trung tướng Đỗ Trung Dương - Nguyên Phó Tổng tham mưu trưởng. Tư lệnh (1995-1997)
9. Trung tướng Nguyễn Đức Sơn - Nguyên Cục trưởng Cục Chính trị (BTTM). Chính ủy (1995-2000)
10. Trung tướng Mai Văn Lý - Nguyên Phó Chủ nhiệm Ủy ban Kiểm tra Quân ủy Trung ương. Chính ủy (2008-2014)
11. Trung tướng Trần Anh Vinh - Nguyên Cục trưởng Cục Tác chiến. Tư lệnh (2009-2010)
12. Trung tướng Trần Quốc Phú - Nguyên Hiệu trưởng Trường Sĩ quan Lục quân 1. Tư lệnh (2007-2009)
13. Trung tướng Tô Đình Phùng - Nguyên Phó Giám đốc Học viện Quốc phòng. Tư lệnh (2005-2007)
14. Trung tướng Ngô Lương Hanh - Nguyên Chính ủy Học viện Hậu cần. Chính ủy (2000-2004)
15. Trung tướng Nguyễn Kiệm - Nguyên Chánh Thanh tra Bộ Quốc phòng. Tư lệnh (1983-1988)
16. Trung tướng Lê Nam Phong - Nguyên Hiệu trưởng Trường Sĩ quan Lục quân 2. Tư lệnh (1979-1983)
17. Trung tướng Nguyễn Hòa. Tư lệnh (1974-1979)
18. Trung tướng Nguyễn Văn Động - Nguyên Cục trưởng Cục Cán bộ. Chính ủy (2007-2008)
19. Trung tướng Đỗ Đức Tuệ - Nguyên Chính ủy Học viện Quốc phòng. Chính ủy (2005-2007)
20. Trung tướng Đỗ Mạnh Đạo - Nguyên Chính ủy Quân khu 3. Chính ủy (1980-1982)

## Thiếu tướng
1. Thiếu tướng Đỗ Minh Xương - Giám đốc Học viện Lục quân. Tư lệnh (2020-2021)
2. Thiếu tướng Bùi Quốc Oai - Chính ủy Bộ Tư lệnh Cảnh sát biển. Chính ủy Sư đoàn 312 (2013-2014)
3. Chuẩn Đô đốc Phan Khuê Tảo - Nguyên Phó Tư lệnh Quân chủng Hải quân. Tư lệnh (2002-2004)
4. Thiếu tướng Nguyễn Xuân Sắc - Nguyên Phó Giám đốc Học viện Chính trị. Tư lệnh (1998-2002)
5. Thiếu tướng Vũ Xuân Sinh - Chính ủy (1993-1995)
6. Thiếu tướng Hoàng Minh Thi - Nguyên Tư lệnh Quân khu 4. Chính ủy (1974-1979)
7. Thiếu tướng Hoàng Đan - Nguyên Cục trưởng Cục Khoa học, Công nghệ. Tham mưu trưởng (1973-1974)
8. Thiếu tướng Nguyễn Trọng Thắng - Nguyên Cục trưởng Cục Nhà trường. Sư đoàn trưởng Sư đoàn 312 (1989-1991)
9. Thiếu tướng Phạm Quốc Hóa - Phó Chính ủy Bộ Tư lệnh Tác chiến không gian mạng. Phó Chính ủy (2016-2022)